# Nastus obtusus
Nastus obtusus là một loài thực vật có hoa trong họ Hòa thảo. Loài này được Holttum mô tả khoa học đầu tiên năm 1955 publ. 1956.